# Vajda György (történész)
Vajda György, külföldön Georges Vajda (Budapest, 1908. november 18. – Párizs, 1981. október 7.) arabista, hebraista történész, eszmetörténész, egyetemi tanár. Felvett neve Georges Arié Yehouda Vajda.

## Élete
Vajda (Weisz) Henrik (1880–1933) magánhivatalnok, kereskedő és Weisz Amália (1887–?) gyermekeként született zsidó családban. Közép- és felsőfokú tanulmányait az Országos Rabbiképző Intézet növendékeként kezdte, ahol Blau Lajos és Heller Bernát előadásait hallgatta, míg a Budapesti Tudományegyetemen a keleti tanulmányokba való bevezetést Németh Gyulától kapta.  
1928-ban Párizsba utazott, ahol a Séminaire Israélite hallgatója lett, s végleg letelepedett az országban. 1931-ben lépett tanári pályára korábbi iskolájában, s ugyanebben az évben megkapta a francia állampolgárságot. 1933-ban csatlakozott a Revue des Études Juives folyóirat szerkesztőbizottságához. 1937-től az École pratique des hautes études előadójaként dolgozott. Megszakítással tanított az intézményben, miután a második világháború alatt Le Chambon-sur-Lignon-ba menekült. 1940 és 1944 között latint és görögöt tanított a településen található École Nouvelle Cévenole-ben. 1940-ben fölvették az Institut de Recherche et ďHistoire des Textes intézményébe, miközben a Bibliotheque Nationale kézirattárában dolgozott.  
1954 és 1979 között az École Pratique des Hautes Etude tanulmányi igazgatója lett. 1970-ben kinevezték az Université de la Sorbonne Nouvelle professzorává.  
Kutatásai révén a zsidó-arab kapcsolatok legrangosabb tudósává vált. Szövegkiadásaival, fordításaival, monográfiáival nagymértékben vitte előre a karaizmus, a középkori zsidó és arab filozófia, valamint a kabbala kutatását. Művei nagyrészt máig kiadatlanok, csak kéziratos formában hozzáférhetők.

## Főbb művei
- Introduction à la pensée juive du Moyen Âge (Paris, 1947)
- La théologie ascétique de Bahya ibn Paqüda (Paris, 1947)
- Index general des manuscrits arabes musulmans de la Bibliothèque Nationale (Paris, 1953)
- Juda ben Nissim ibn Malka, philosophe juif marocain (Paris, 1954)
- L'amour de Dieu dans la théologie juive du Moyen Age (Paris, 1957)
- Isaac Albalag, averroiste juif, traducteur et annotateur ďal- Ghazali (Paris, 1960)
- Recherches sur al philosophie et le kabbale dans la pensée ju ive du Moyen Âge (Paris-La Haye, 1962)
- Le Commentaire ďEzra de Gerone sur le Cantique. des Cantiques (1970)

### Magyarul
- Kutatások a filozófiáról és a kabbaláról a középkori zsidó gondolkodásban; ford. Saly Noémi; Logos, Bp., 2000 (Historia diaspora)
- Bevezetés a középkori zsidó gondolkodásba; ford. Saly Noémi; Logos, Bp., 2002 (Historia diaspora)